# Feira da Lua
Feira da Lua é uma das principais feiras de Goiânia, capital do estado de Goiás, no Brasil. Funcionando todos os sábados desde 1992, atrai mais de dez mil pessoas a cada semana tendo mais de mil feirantes. Localiza-se no bairro Oeste, na Praça Tamandaré.